# Campeonato Femenino Sub-20 de la CAF de 2026
El Campeonato femenino sub-20 de la CAF de 2026 fue el XIII torneo que decidió las cuatro naciones africanas que participarán de la Copa Mundial Femenina de Fútbol Sub-20 de 2026 en Polonia como representantes de la CAF. Las jugadoras nacidas a partir del 1 de enero de 2006 son elegibles para competir en el torneo.

## Sistema
Un total de 38 (de 54) equipos nacionales miembros de la CAF ingresaron a las rondas de clasificación. El sorteo se realizó el 12 de diciembre de 2024 en la sede de CAF en El Cairo, Egipto. Los procedimientos del sorteo fueron los siguientes:
- En la primera ronda, participaron las doce naciones con las clasificaciones más bajas en partidos de ida y vuelta.
- En la segunda ronda, los seis ganadores de la primera ronda y los 26 equipos exentos formarán 32 equipos. Estos competirán por 16 puestos en la tercera ronda en partidos de ida y vuelta.
- En la tercera ronda, los 16 equipos restantes competirán en un formato eliminatorio para determinar los ocho equipos que avanzarán a la cuarta ronda, jugarán partidos de ida y vuelta.
- En la cuarta ronda,  los ocho equipos finalistas jugarán eliminatorias y los ganadores obtendrán la clasificación para la Copa Mundial Femenina Sub-20 de la FIFA 2026, jugarán partidos de ida y vuelta.

## Formato
Las eliminatorias de clasificación se juegan a partidos de ida y vuelta. Si el resultado global está empatado después del partido de vuelta, se aplica la regla del gol de visitante y, si sigue empatado, se utiliza la tanda de penaltis (sin tiempo extra) para determinar el ganador.

## Sorteo
El sorteo de la primera ronda se realizó el 12 de diciembre de 2024. 

## Fechas
| Ronda         | Partido | Fecha                       |
| ------------- | ------- | --------------------------- |
| Primera ronda | Ida     | 9–11 de mayo de 2025        |
| Primera ronda | Vuelta  | 16–18 de mayo de 2025       |
| Segunda ronda | Ida     | 19–21 de septiembre de 2025 |
| Segunda ronda | Vuelta  | 26–28 de septiembre de 2025 |
| Tercera ronda | Ida     | 6–8 de febrero de 2026      |
| Tercera ronda | Vuelta  | 12–14 de febrero de 2026    |
| Cuarta ronda  | Ida     | 1–3 de mayo de 2026         |
| Cuarta ronda  | Vuelta  | 8–10 de mayo de 2026        |

## Primera ronda
| Equipo 1      | Agr. | Equipo 2                 | Ida | Vuelta |
| ------------- | ---- | ------------------------ | --- | ------ |
| Gabón         | w/o  | Níger                    | –   | –      |
| Togo          | 1–2  | Túnez                    | 1–1 | 0–1    |
| Gambia        | 0–6  | Costa de Marfil          | 0–1 | 0–5    |
| Ruanda        | 2–1  | Zimbabue                 | 2–1 | 0–0    |
| Sudán del Sur | 13–0 | Yibuti                   | 5–0 | 8–0    |
| Malaui        | 4–2  | República Centroafricana | 3–1 | 1–1    |

### Gabón vs Níger
| mayo de 2025 | Gabón | w/o | Níger |  |  |

| mayo de 2025 | Níger | w/o | Gabón |  |  |

### Togo vs Túnez
| 11 de mayo de 2025 | Togo       | 1:1 (1:1) | Túnez         | Estadio de Kégué, Lomé, Togo |                          |
| 16:00 (UTC+0)      | - Aawi 45' | Reporte   | - 31' Zerelli | Árbitra: Suavis Iratunga     | Árbitra: Suavis Iratunga |

| 18 de mayo de 2025 | Túnez        | 1:0 (1:0) (Global 2:1) | Togo | Estadio Taïeb Mhiri, Sfax, Túnez |                           |
| 16:00 (UTC+1)      | - Ajroud 12' | Reporte                |      | Árbitra: Rachel Zihindula        | Árbitra: Rachel Zihindula |

### Gambia vs Costa de Marfil
| 9 de mayo de 2025 | Gambia | 0:1 (0:0) | Costa de Marfil | Estadio Independencia, Bakau, Gambia |                      |
| 15:00 (UTC+0)     |        | Reporte   | - 65' Bah       | Árbitra: Eness Gumbo                 | Árbitra: Eness Gumbo |

| 18 de mayo de 2025 | Costa de Marfil                                          | 5:0 (4:0) (Global 6:0) | Gambia | Estadio Alassane Ouattara, Abiyán, Costa de Marfil |                      |
| 17:00 (UTC+0)      | - Timité 4' - N'Guessan 28', 33' - N'Dri 45' - Chyle 78' | Reporte                |        | Árbitra: Sabah Sadir                               | Árbitra: Sabah Sadir |

### Ruanda vs Zimbabue
| 11 de mayo de 2025 | Ruanda                      | 2:1 (1:1) | Zimbabue    | Estadio Regional Nyamirambo, Kigali, Ruanda |                              |
| 15:00 (UTC+2)      | - Ishmwe 3' - Gikundiro 50' | Reporte   | - 18' Kondo | Árbitra: Patience Madu Ndidi                | Árbitra: Patience Madu Ndidi |

| 14 de mayo de 2025 | Zimbabue | 0:0 (Global 1:2) | Ruanda | Estadio Regional Nyamirambo, Kigali, Ruanda |                             |
| 15:00 (UTC+2)      |          | Reporte          |        | Árbitra: Innocentia Ntangti                 | Árbitra: Innocentia Ntangti |

### Sudán del Sur vs Yibuti
| 11 de mayo de 2025 | Sudán del Sur                                           | 5:0 (3:0) | Yibuti | Estadio de Yuba, Yuba, Sudán del Sur |                          |
| 15:00 (UTC+3)      | - Maika 1' - Joan 34' - Makuach 45+3', 57' - Nakuma 70' | Reporte   |        | Árbitra: Sylvina Garnett             | Árbitra: Sylvina Garnett |

| 16 de mayo de 2025 | Yibuti | 0:8 (0:6) (Global 0:13) | Sudán del Sur                                                        | Estadio de Yuba, Yuba, Sudán del Sur |                              |
| 15:00 (UTC+3)      |        | Reporte                 | - 8', 12', 17' Madout - 15' Joseph - 19', 40', 70' Iga - 82' Makuach | Árbitra: Seonyatseng Tshephe         | Árbitra: Seonyatseng Tshephe |

### Malaui vs República Centroafricana
| 11 de mayo de 2025 | Malaui                                | 3:1 (3:0) | República Centroafricana | Estadio Nacional Bingu, Lilongüe, Malaui |                      |
| 15:00 (UTC+2)      | - Lali 1' - Mkwala 8' - Phikani 45+4' | Reporte   | - 76' Sate               | Árbitra: Tatu Malogo                     | Árbitra: Tatu Malogo |

| 18 de mayo de 2025 | República Centroafricana | 1:1 (1:0) (Global 2:4) | Malaui           | Estadio Japoma, Duala, Camerún |               |
| 15:00 (UTC+2)      | - Daoud 11'              | Reporte                | - 47' Chinyamula | Árbitra: [[]]                  | Árbitra: [[]] |

## Segunda ronda
| Equipo 1          | Agr. | Equipo 2   | Ida | Vuelta |
| ----------------- | ---- | ---------- | --- | ------ |
| Níger             | -    | Camerún    | –   | –      |
| Botsuana          | -    | Mozambique | –   | –      |
| Etiopía           | -    | Kenia      | –   | –      |
| Tanzania          | -    | Angola     | –   | –      |
| Túnez             | -    | Ghana      | –   | –      |
| Suazilandia       | -    | Sudáfrica  | –   | –      |
| Uganda            | -    | Namibia    | –   | –      |
| Burundi           | -    | Zambia     | –   | –      |
| Costa de Marfil   | -    | Marruecos  | –   | –      |
| Malí              | -    | RD Congo   | –   | –      |
| Guinea Ecuatorial | -    | Egipto     | –   | –      |
| Benín             | -    | Guinea     | –   | –      |
| Ruanda            | -    | Nigeria    | –   | –      |
| Senegal           | -    | Argelia    | –   | –      |
| Guinea-Bisáu      | -    | Congo      | –   | –      |
| Sudán del Sur     | -    | Malaui     | –   | –      |

### Níger vs Camerún
| septiembre de 2025 | Níger | vs.     | Camerún |               |               |
|                    |       | Reporte |         | Árbitra: [[]] | Árbitra: [[]] |

| septiembre de 2025 | Camerún | vs.     | Níger |               |               |
|                    |         | Reporte |       | Árbitra: [[]] | Árbitra: [[]] |

### Botsuana vs Mozambique
| septiembre de 2025 | Botsuana | vs.     | Mozambique |               |               |
|                    |          | Reporte |            | Árbitra: [[]] | Árbitra: [[]] |

| septiembre de 2025 | Mozambique | vs.     | Botsuana |               |               |
|                    |            | Reporte |          | Árbitra: [[]] | Árbitra: [[]] |

### Etiopía vs Kenia
| septiembre de 2025 | Etiopía | vs.     | Kenia |               |               |
|                    |         | Reporte |       | Árbitra: [[]] | Árbitra: [[]] |

| septiembre de 2025 | Kenia | vs.     | Etiopía |               |               |
|                    |       | Reporte |         | Árbitra: [[]] | Árbitra: [[]] |

### Tanzania vs Angola
| septiembre de 2025 | Tanzania | vs.     | Angola |               |               |
|                    |          | Reporte |        | Árbitra: [[]] | Árbitra: [[]] |

| septiembre de 2025 | Angola | vs.     | Tanzania |               |               |
|                    |        | Reporte |          | Árbitra: [[]] | Árbitra: [[]] |

### Túnez vs Ghana
| septiembre de 2025 | Túnez | vs.     | Ghana |               |               |
|                    |       | Reporte |       | Árbitra: [[]] | Árbitra: [[]] |

| septiembre de 2025 | Ghana | vs.     | Túnez |               |               |
|                    |       | Reporte |       | Árbitra: [[]] | Árbitra: [[]] |

### Suazilandia vs Sudáfrica
| septiembre de 2025 | Suazilandia | vs.     | Sudáfrica |               |               |
|                    |             | Reporte |           | Árbitra: [[]] | Árbitra: [[]] |

| septiembre de 2025 | Sudáfrica | vs.     | Suazilandia |               |               |
|                    |           | Reporte |             | Árbitra: [[]] | Árbitra: [[]] |

### Uganda vs Namibia
| septiembre de 2025 | Uganda | vs.     | Namibia |               |               |
|                    |        | Reporte |         | Árbitra: [[]] | Árbitra: [[]] |

| septiembre de 2025 | Namibia | vs.     | Uganda |               |               |
|                    |         | Reporte |        | Árbitra: [[]] | Árbitra: [[]] |

### Burundi vs Zambia
| septiembre de 2025 | Burundi | vs.     | Zambia |               |               |
|                    |         | Reporte |        | Árbitra: [[]] | Árbitra: [[]] |

| septiembre de 2025 | Zambia | vs.     | Burundi |               |               |
|                    |        | Reporte |         | Árbitra: [[]] | Árbitra: [[]] |

### Costa de Marfil vs Marruecos
| septiembre de 2025 | Costa de Marfil | vs.     | Marruecos |               |               |
|                    |                 | Reporte |           | Árbitra: [[]] | Árbitra: [[]] |

| septiembre de 2025 | Marruecos | vs.     | Costa de Marfil |               |               |
|                    |           | Reporte |                 | Árbitra: [[]] | Árbitra: [[]] |

### Malí vs RD Congo
| septiembre de 2025 | Malí | vs.     | RD Congo |               |               |
|                    |      | Reporte |          | Árbitra: [[]] | Árbitra: [[]] |

| septiembre de 2025 | RD Congo | vs.     | Malí |               |               |
|                    |          | Reporte |      | Árbitra: [[]] | Árbitra: [[]] |

### Guinea Ecuatorial vs Egipto
| septiembre de 2025 | Guinea Ecuatorial | vs.     | Egipto |               |               |
|                    |                   | Reporte |        | Árbitra: [[]] | Árbitra: [[]] |

| septiembre de 2025 | Egipto | vs.     | Guinea Ecuatorial |               |               |
|                    |        | Reporte |                   | Árbitra: [[]] | Árbitra: [[]] |

### Benín vs Guinea
| septiembre de 2025 | Benín | vs.     | Guinea |               |               |
|                    |       | Reporte |        | Árbitra: [[]] | Árbitra: [[]] |

| septiembre de 2025 | Guinea | vs.     | Benín |               |               |
|                    |        | Reporte |       | Árbitra: [[]] | Árbitra: [[]] |

### Ruanda vs Nigeria
| septiembre de 2025 | Ruanda | vs.     | Nigeria |               |               |
|                    |        | Reporte |         | Árbitra: [[]] | Árbitra: [[]] |

| septiembre de 2025 | Nigeria | vs.     | Ruanda |               |               |
|                    |         | Reporte |        | Árbitra: [[]] | Árbitra: [[]] |

### Senegal vs Argelia
| septiembre de 2025 | Senegal | vs.     | Argelia |               |               |
|                    |         | Reporte |         | Árbitra: [[]] | Árbitra: [[]] |

| septiembre de 2025 | Argelia | vs.     | Senegal |               |               |
|                    |         | Reporte |         | Árbitra: [[]] | Árbitra: [[]] |

### Guinea-Bisáu vs Congo
| septiembre de 2025 | Guinea-Bisáu | vs.     | Congo |               |               |
|                    |              | Reporte |       | Árbitra: [[]] | Árbitra: [[]] |

| septiembre de 2025 | Congo | vs.     | Guinea-Bisáu |               |               |
|                    |       | Reporte |              | Árbitra: [[]] | Árbitra: [[]] |

### Sudán del Sur vs Malaui
| septiembre de 2025 | Sudán del Sur | vs.     | Malaui |               |               |
|                    |               | Reporte |        | Árbitra: [[]] | Árbitra: [[]] |

| septiembre de 2025 | Malaui | vs.     | Sudán del Sur |               |               |
|                    |        | Reporte |               | Árbitra: [[]] | Árbitra: [[]] |

## Equipos clasificados para la Copa Mundial Femenina Sub-20 de la FIFA
Las siguientes cuatro naciones se clasificaron como representantes de la CAF para participar en la Copa Mundial Femenina de Fútbol Sub-20 de 2026 en Polonia.